# João Oliveira e Daun

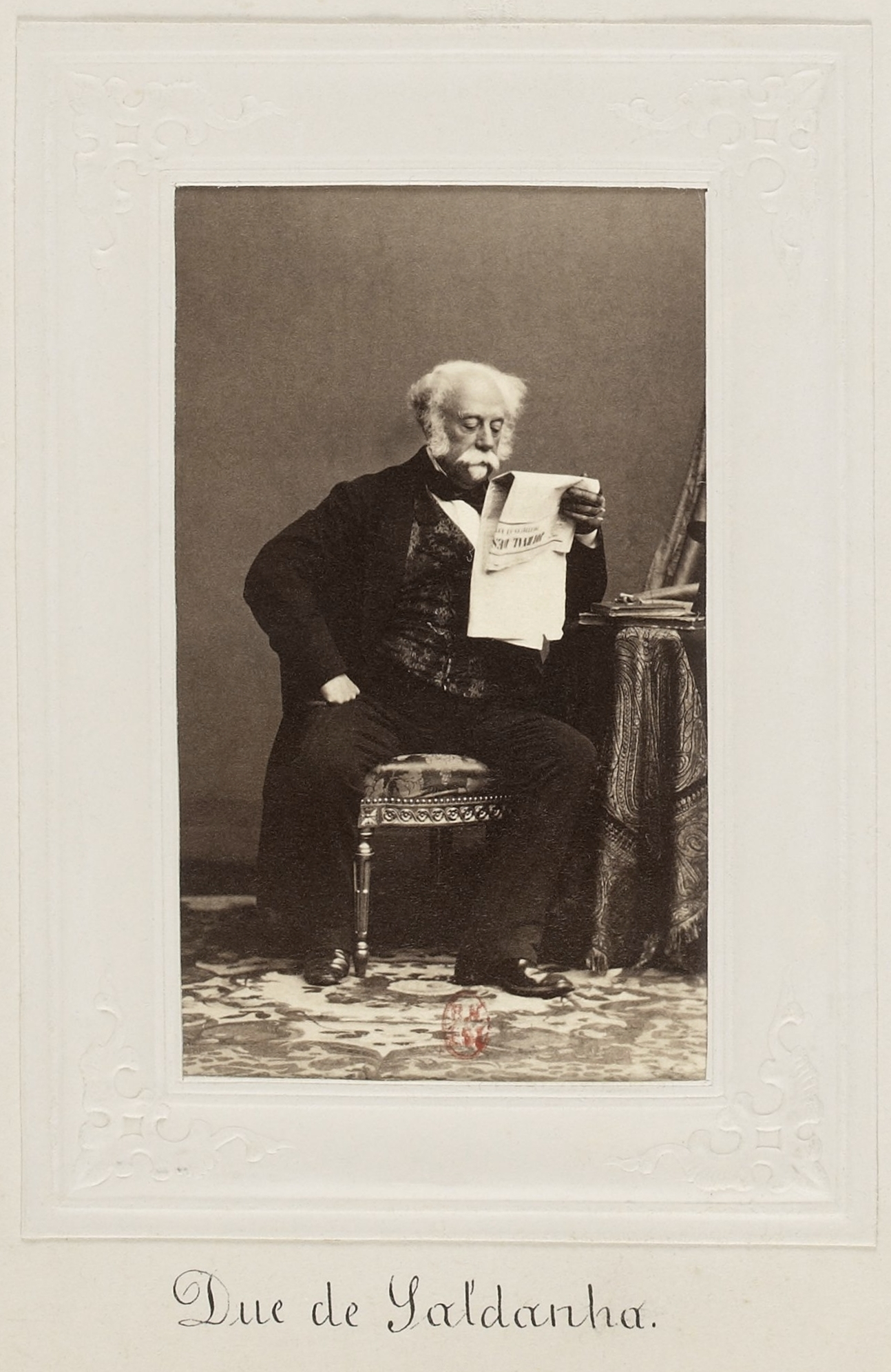
Duque de Saldanha, c. 1870

João Carlos Gregório Domingos Vicente Francisco de Saldanha Oliveira e Daun (17 de noviembre de 1790 - 20 de noviembre de 1876; pronunciación en portugués: /saɫˈdɐɲɐ/), primer duque de Saldanha, fue un oficial y estadista portugués.

## Primeros años y estudios
Saldanha nació el 17 de noviembre de 1790, en Azinhaga. Era nieto de Sebastião José de Carvalho e Mello, primer marqués de Pombal, secretario de Estado del Reino de Portugal y los Algarves del rey José I de Portugal.
Saldanha estudió en Coimbra, sirviendo contra los franceses y hecho prisionero en 1810. Al ser liberado se fue a Brasil, donde trabajó en los servicios militar y diplomático. Regresó a Portugal después de la declaración de la independencia de Brasil.

## Guerras liberales
El duque de Saldanha, como es conocido comúnmente, fue una de las personalidades más dominantes de la guerra y la política en Portugal, desde la revolución de 1820 hasta su muerte en 1876. Durante ese período lideró nada menos que siete golpes de Estado. Jugó un papel importante en la lucha entre los hermanos Pedro I de Brasil y IV de Portugal y Miguel I de Portugal durante las guerras liberales.
Saldanha se convirtió en ministro de Relaciones Exteriores en 1825 y fue gobernador de Oporto entre 1826-1827. Se unió a Pedro contra el usurpador Miguel. Luchó en Belfastada, en el sitio de Oporto y en la batalla de Almoster. En 1833 fue recompensado con el título de Mariscal de Portugal y un año después concluyó la Convención de Évora-Monte con el derrotado Miguel.
En 1835 fue nombrado ministro de Guerra y presidente del Consejo, pero renunció el mismo año. Después de la revolución de 1836, que él había instigado, se exilió hasta que fue revocado en 1846.

## Vida posterior
Después de su regreso del exilio en 1846, Saldanha fue nombrado duque de Saldanha, y formó un ministerio que acabaría cayendo en 1849. En 1851 organizó una nueva revuelta y fue designado primer ministro como líder de un partido de coalición formado por septembristas y cartistas insatisfechos. Permaneció en el poder hasta la subida al trono de Pedro V en 1853 y posteriormente fue ministro en Roma (1862–64 y 1866–69). Fue nombrado primer ministro una vez más durante unos meses en 1870 (mayo-agosto) y fue enviado en 1871 a Londres como embajador, donde murió.

## Valoración
Terence Hughes escribió un boceto del personaje de Saldanha en 1846:

El mariscal duque de Saldanha [...] es un viejo soldado de aspecto muy noble, cuya apariencia, modales y logros honrarían a cualquier nobleza en Europa. Su cabello, bigote y patillas, que usa bastante abundantes, son tan blancos como la nieve y contrastan extremadamente bien con el marrón militar de su tez. Su nariz es un poco roma, pero su boca es benévola, sus ojos brillantes y expresivos y su frente amplia. Es de estatura mediana y tiene una figura fácil y caballerosa, notablemente erguida para un hombre que debe tener por lo menos sesenta y dos años de edad.

El Duque es igualmente distinguido en las armas y la diplomacia, habiendo servido durante toda la Guerra de la Independencia, y posteriormente tomó parte activa en la guerra contra Don Miguel. Es, con mucho, el general más capaz de Portugal, y no hay discusión alguna sobre la eminencia de sus talentos estratégicos.

[...] Se dice que es descendiente del famoso Bernardo del Carpio, cuyo padre fue el Conde de Saldana. [...]

## Obras
Saldanha era un lingüista consumado (hablaba inglés, francés y alemán con perfecta fluidez) y un erudito en general. Escribió la obra Sobre la conexión entre las ciencias verdaderas y la religión revelada, que fue publicada en Berlín.

## Familia
Saldanha tuvo un hijo que murió en Berlín en 1845.